# Самарска област
Самарска област (рус. Самарская область) је конститутивни субјект Руске Федерације са статусом области на простору Поволшког федералног округа у европском делу Русије.
Административни центар области је град Самара.

## Етимологија
Област носи име по административном центру, граду Самара. Град је основан 1586. године на истоименој реци Самара, по којој је, касније и добио име.
Постоји више теорија хидронима Самара: 

Сарматски: самур -видра, дабар; туркијски: самар -торба, посуда; монголски: самар -блатњав, мутан; Али и теорије као: по Нојевом сину Саму; по граду Самарканду и легендарном основачу Шамару (Самару); библијској Самарији итд.

## Становништво
| 1989.     | 2002.     | 2010.     |
| --------- | --------- | --------- |
| 3,265,586 | 3,239,737 | 3,215,532 |